# 龍龍 (オンライン麻雀)
龍龍（ロンロン）は、日本プロ麻雀連盟が公認し、有限会社麻雀ネットワークサービスが運営する会員制の麻雀オンラインゲームサイトである。日本プロ麻雀連盟副会長(当時)森山茂和が運営責任者で2004年より運営している。
旧名は「ロン2」（ロンロン）で、二乗（2）が機種依存文字のため、「ロン2」と表記する場合がある。日本プロ麻雀連盟もホームページ等で記載する際は「ロン2」表記を主に用いられていた。

## 概要
日本プロ麻雀連盟のプロと対局できることを最大の売りとし、日本プロ麻雀連盟が認定する級位・段位を取得することが出来る。日本プロ麻雀連盟のタイトル王位戦が2005年・麻雀マスターズが2006年より、ロン2ユーザー出場枠が新設された。
会員登録後2日間モニター会員となり、モニター期間終了後、ログイン保留状態となる。その後、有料・無料の選択をして利用を継続できる。
2022年4月14日より新ロン²が稼働開始される。同年7月20日に、新しい名称が「龍龍」になると発表された。
2022年10月1日より協会プロ参戦。
2022年11月1日より麻将連合プロ参戦。
2022年11月10日よりYouTube【龍龍チャンネル】スタート。公式アンバサダーとして大月れみが就任。
2023年3月17日、公式キャラクターが「たっつぁん」と「りゅうたん」に決まる。
2023年4月19日、新CMが公開される。
正会員（有料会員）
龍龍全サービスが利用できる。利用料は月額1100円（税込）で、クレジットカード（月払い）・銀行振込（6ヶ月一括払い6600円、1年一括払い12000円）を選択できる。
無料会員
機能制限付で6ヶ月間利用できる。各種成績が記録されない、自由対戦室でのみ対戦・観戦可能（チャットは対戦時のみ可能）という制約がある。

## ゲームモード

### 龍龍
- 4人東風戦　東風戦
- 4人東南戦　半荘戦
- 3人東南戦　3人麻雀

### 旧ロン2
ロン2道場
レーティングシステムにより近いレベルの会員と対戦できる。級・段位認定は自動で行われ、日本プロ麻雀連盟の段位免状が取得できる。
ロン2リーグ
日本プロ麻雀連盟プロリーグを原型にしたリーグ戦で、「Gold」「Silver」「Bronze」の3クラスに別れ、各クラス内で対戦する。各週の金・土・日・月曜日、4週間を1シーズンとし、リーグ戦は、シーズン毎の成績によって上位・下位のメンバーの入れ替えが行われる。Bronzeクラス規定対戦数は「8戦」、Silverクラスの規定対戦数は「10戦」、Goldクラスの規定対戦数「12戦」であり、規定対局数に満たない場合は降格となる。各クラス上位者には特典が贈られる。
リーチバトル
仮想通貨「Battle」争奪形式のリーチ麻雀で、仮想通貨を貯めることで希望のプロ雀士と対戦する権利が得られる。
自由対局室

イベント会場

## ルール
基本ルール
ありあり（クイタン・後付けあり）、一発あり、裏ドラ・カンドラ・カン裏ドラあり、ラス親のトップアガリ止め、喰い替え（現物以外）、トビ終了（0点は続行）、責任払い（役満を確定させた場合および大明槓からの嶺上開花）、九種九牌・四風連打・四人リーチ・四槓算了・三家和は流局、形式聴牌・空聴牌あり、流し満貫なし、和了者は一局一人（頭ハネ）、人和は4翻役、九連宝燈は萬子・索子・筒子いずれでも可
ロン2道場＆ロン2リーグ
30,000点持ち30,000点返し、順位点1位：+150、2位：+50、3位：-50、4位：-150、赤なし、一発あり、裏ドラあり、カンドラあり、カン裏あり、トビあり
リーチバトル
25,000点持ち30,000点返し、順位点1位：+200、2位：+100、3位：-100、4位：-200、赤各一枚あり、一発あり、裏ドラあり、カンドラあり、カン裏あり、トビあり

## 動作環境
龍龍は、有限会社シー・エッグが知的財産権をもつシステムを使用しているブラウザゲームである。Google ChromeかMicrosoft Edgeを推奨している。
旧ロン2はJavaで開発されたシステムであったためプラットホームに依存せずに動作したが、運営会社から動作保証・サポート対象として決められている動作環境は次のとおりであった。
- OS - Microsoft Windows 98、ME、2000、XP
- ブラウザ - Internet Explorer 6 以上
- CPU - Pentium 166MHz 以上
- メモリ - 64MB 以上
- グラフィック - 解像度800x600 以上
- ハードディスク空き容量 - 100MB 以上
- Java Runtime Environment(JRE)が動作する環境。

## CM
- 日本プロ麻雀連盟の公式チャンネルで公開される

- 第1弾　病院編(森山茂和、荒正義、伊藤優孝、前原雄大、高宮まり)
- 第2弾　会社編(瀬戸熊直樹、滝沢和典、白鳥翔、東城りお、伊達朱里紗)
- 第3弾　宮内こずえ、日吉辰哉、菅原千瑛、佐々木寿人、二階堂亜樹、白鳥翔、高宮まり、滝沢和典、東城りお

## WORLD RIICHI Online Team League
- 2024年7月から行われるチーム戦。参加は日本プロ麻雀連盟の他に日本プロ麻雀協会、麻将連合、招待選手、龍龍のユーザーが参加できる。時間帯は毎週土曜日の23:00〜3:00。
- 各ブロック(A.B.C.D)に別れ対局し、チームの上位が11月に行われる決勝戦に駒を進める。